# Народный дом Паниной
Народный дом графини Софьи Паниной (Лиговский народный дом) — историческое здание в Санкт-Петербурге по адресу ул. Тамбовская, д. 63. Лиговский народный дом был построен как образовательный и культурный центр для рабочих и их детей на средства благотворительницы графини Софьи Паниной. Работал с 1903 года, в доме читали лекции такие выдающиеся учёные, как Генрих Графтио, Александр Карпинский, Владимир Вернадский. Для учеников дома была открыта первая в России публичная обсерватория, под руководством Павел Гайдебуров была основана труппа Общедоступного театра.
После революции Народный дом Паниной национализировали, с 1926 года его занимает ДК Железнодорожников.

## История

### Строительство
Графиня Софья Панина в 1891 году открыла на Лиговке бесплатную столовую для детей рабочих, руководить которой помогала учительница А. В. Пешехонова. Первоначально столовая была рассчитана на 50 детей. Постепенно она превратилась в досуговый и образовательный центр — в её помещении стали проводить занятия для детей и взрослых, устроили библиотеку и ремесленные кружки. С ростом числа посетителей потребовалось новое помещение, и в 1900 году графиня Панина купила участок на углу Тамбовской улицы, заказав архитектору Юлию Бенуа проект здания для народного дома. Ходатайство о постройке двухэтажного народного дома было подано в Санкт-Петербургскую Городскую управу в период с 30 апреля по 7 мая 1901 года. Работы по возведению начались в 1901 году и завершились весной 1903-го, 20 (7) апреля состоялись освящение и торжественное открытие Лиговского народного дома.
Трёхэтажный особняк с башенкой, выдержанный в стиле модерн, был спланирован так, чтобы разместить разнообразные досуговые и образовательные занятия. Полуподвальные помещения были отданы под мастерские. На первом этаже находились столовая, гимнастический зал, библиотека и читальня с органом. Второй этаж занимали учебные кабинеты для рабочих и Большой зал на 1000 зрителей (занимавший центральную часть здания), в котором шли спектакли драматического театра. В башне дома была открыта первая в стране общественная обсерватория. Также был построен двухэтажный флигель, впоследствии переданный Подвижному музею наглядных пособий Русского технического общества.
По воспоминаниям Паниной, основной задачей Народного дома было дать воспитание, обучение и разнообразный досуг детям, избавив их от «безобразной и жестокой школы жизни»: в то время бесплатную городскую трёхлетнюю школу заканчивали в 11 лет, а работать на фабриках по закону разрешалось только с 14. В эти три года дети были лишены возможности учиться и зарабатывать, «оставаясь под растлевающим влиянием улицы».
К 1913 году в штате дома работало 64 постоянных сотрудника, из них треть — на добровольной благотворительной основе. Лекции для учеников читали как Генрих Графтио, Александр Карпинский, Владимир Вернадский, обсерваторию возглавлял А. Г. Якобсон. В гимнастическом зале для детей велись занятия по по методу профессора Лесгафта. Общедоступный театр Лиговском народном доме возглавил Павел Гайдебуров, с 1905 года труппа выезжала на гастроли по всей России. В отдельном трёхэтажном корпусе был открыт Подвижной музей учебных пособий — библиотека методических материалов и книг, пользоваться которыми могли как частные лица, так и просветительские учреждения. К середине 1910-х свыше 1000 человек были постоянными посетителями Народного дома.
В 1910 году Лиговский народный дом получил особую премию «за пропаганду достижений науки, техники и искусства в Брюсселе», по его примеру при участии графини Паниной были открыты народные дома в Крыму, Воронежской и Московской губерниях.

### Первый съезд трезвенников
Предваряя третье Отечественное трезвенное движение, в период с декабря 1909 по январь 1910 года в помещении Народного дома княгини Паниной (теперь Дворец культуры железнодорожников) был проведен Первый съезд трезвенников. В съезде приняли участие известные ученые и общественные деятели тех лет: Бехтерев, Нижегородцев, Челышев, Родионов и многие другие

## После революции

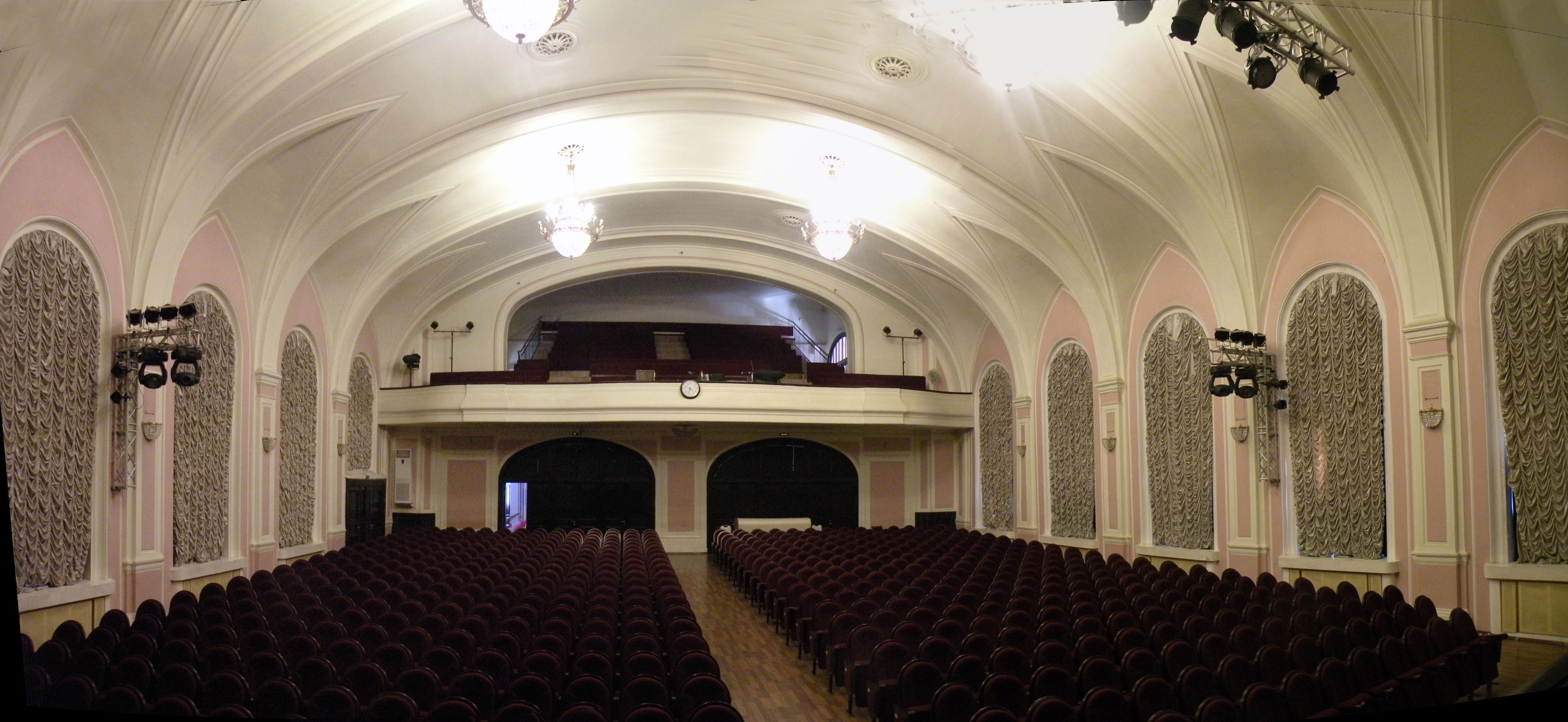
Большой зал, 2015

Репутация Софьи Паниной как благотворителя и общественного дела была безупречна. В 1917 году она заняла пост товарищем министра государственного призрения Временного правительства, на следующее утро после государственного переворота она отправила все наличные деньги из кассы своего министерства в банк на имя Учредительного собрания. После захвата министерства большевиками, её арестовали и отправили под суд «расхищение и растрату народного достояния». На суде, однако, в её защиту выступило столько рабочих, которые были учениками Лиговского народного дома, что графиню освободили. Вскоре Панина была вынуждена эмигрировать. В Лиговском народном доме с 1921 по 1923 год работал первый музей Николая Некрасова, в 1923 году был открыт Дом просвещения имени Некрасова. Уже в 1926-м особняк передали Центральному клубу железнодорожников.

### Внешний вид и интерьеры
Композиция здания построена на сочетании разных окон с фигурными наличниками и замковыми камнями, различающихся согласно находящимся за ними помещениями. Внешне в здании контрастно сочетается красный облицовочный кирпич и штукатуркой тона охры, которая имитирует натуральный камень. В наружные углы здания врезаны колонки удлинённых пропорций с капителями, украшенными растениями и узорами.
Крупному арочному окну на фасаде соответствует площадка-фойе перед главным залом здания, это окно подчёркивает входы. Наличник окна опирается на портал, в который ранее над тремя дверями был врезан козырёк.
Лицевой фасад плоский, рассчитан на фронтальное восприятие. Со стороны Прилукской улицы здание выглядит объёмно, для лучшей видимости башня обсерватории (в которой также был водонапорный бак на случай пожара) смещена в сторону этой улицы от центральной оси здания.
Зрительный зал перекрыт пологим арочным сводом. Кривизна свода подчёркнута тягами, продолжающими линии пилястр. Свод пересекается с врезанными плоскими окнами, пересечения выделены профилями.